# Vuoskunjauratj (Jokkmokks socken)
Vuoskunjauratj är en sjö i Jokkmokks kommun i Lappland och ingår i Luleälvens huvudavrinningsområde. Sjön har en area på 0,117 kvadratkilometer och ligger 451 meter över havet. Vuoskunjauratj ligger i Pärlälvens fjällurskog Natura 2000-område.
Namnet är samiskt och kan på svenska översättas med Abborrtjärnen.

## Delavrinningsområde
Vuoskunjauratj ingår i det delavrinningsområde (741705-159415) som SMHI kallar för Mynnar i Änamusjaure. Medelhöjden är 422 meter över havet och ytan är 30,02 kvadratkilometer. Räknas de 2 avrinningsområdena uppströms in blir den ackumulerade arean 80,64 kvadratkilometer. Vuoskonjåkkå som avvattnar avrinningsområdet har biflödesordning 3, vilket innebär att vattnet flödar genom totalt 3 vattendrag innan det når havet efter 283 kilometer. Avrinningsområdet består mestadels av skog (81 procent) och sankmarker (12 procent). Avrinningsområdet har 1,72 kvadratkilometer vattenytor vilket ger det en sjöprocent på 5,7 procent.